# Peter Lambert
Peter Lambert, född 3 december 1986, är en brittisk roddare.
Lambert tävlade för Storbritannien vid olympiska sommarspelen 2016 i Rio de Janeiro, där han slutade på 5:e plats i scullerfyra. Övriga i roddarlaget var Jack Beaumont, Sam Townsend och Angus Groom.